# Ariadne buruensis
Ariadne buruensis är en fjärilsart som beskrevs av Hans Fruhstorfer 1899. Ariadne buruensis ingår i släktet Ariadne och familjen praktfjärilar. Inga underarter finns listade i Catalogue of Life.